# Bocados de oro
Bocados de oro o Bonium es el título un tratado didáctico en prosa de mediados del siglo XIII que forma parte del género de la literatura sapiencial. Su contenido es fundamentalmente una colección de sentencias distribuidas en veinticuatro capítulos. Cada uno de ellos recoge los dichos atribuidos a un filósofo, excepto el veintitrés (cuyas sentencias se ponen en boca de diferentes pensadores) y el veinticuatro (cuyos apotegmas son anónimos).
Bocados de oro es una colección de sentencias que entra dentro de la categoría de tratado didáctico en prosa, traducida de forma literal de un original árabe con el título de Mukhtār al-Ḥikam wa-maḥāsin al-kalim («Máximas selectas de los dichos mejores») durante la segunda mitad del siglo XI por el médico y filósofo sirio Abu l-Wafā’ alMubaššir ibn Fātik (1019-1097). Casi al mismo tiempo, se tradujo la versión castellana al latín, a finales del siglo XIII de la mano de Giovanni de Procida, bajo el título de Liber philosophorum moralium antiquorum. A pesar de ello, de los textos castellanos sólo consiguen sobrevivir manuscritos del siglo XV, pero esto hace visible la gran difusión que tuvo la obra durante esta época y el interés que despertó en la Europa cortesana, así como las seis traducciones que se hizo de ella. Su contenido está distribuido en veinticuatro capítulos de los cuales, cada uno de ellos recoge los dichos atribuidos a un filósofo (a excepción de los dos últimos).

## Bocados de oro en la literatura castellana

### Importancia y caracterización de la obra
Bocados es una obra que pertenece al género sapiencial más importantes e influyentes de toda la literatura medieval castellana. Se engloba dentro del grupo de las primeras traducciones árabes realizadas en la segunda mitad del siglo XIII durante el reinado de Alfonso X. Este tipo de literatura se puede situar -junto con la épica- en un puesto alto dentro de los géneros más exitosos y antiguos de la literatura universal. Fue muy bien acogido en la literatura castellana al tratar temas filosóficos y culturales que encerraban perfectamente la curiosidad del hombre medieval dado que eran temas bastante desconocidos en la cultura castellana de la época. 4 Bocados de oro constituye un perfecto ejemplo de obra sapiencial de la época que comparte un objetivo didáctico similar al de las fábulas y los exempla, además de compartir el contexto en el que se difundieron; principalmente en la predicación religiosa y la educación de los jóvenes. 

Por otro lado, esta obra es a menudo denominada Espejos de príncipes, obras sapienciales que están destinadas a la creación y formación de altas figuras en las élites sociales y que han protagonizado toda lectura dentro de un ambiente culto e intelectual.
Los espejos o tratados de educación de príncipes son obras de carácter político-moral que recogen un conjunto de directrices morales y de gobierno básicas que han de inspirar la actuación del buen soberano cristiano. (Guadalajara Salmerón, S. apud. Nogales Rincón, D.) 
Sin embargo, se debe hacer una clara distinción entre los exempla y los espejos de príncipes dado que la primera denominación se centra más en la forma, y la segunda es más una finalidad, según explica Alvar Esquerra (2010, p.84). 
Los espejos de príncipes consiguieron la máxima fama en la gran mayoría de las cortes del continente europeo durante la Edad Media, principalmente durante los siglos XII y XIII en consecuencia a su previo paso por la península ibérica. Su desarrollo fue tan grande debido a la cantidad de conocimientos sobre la Antigüedad clásica que poseían y que, por lástima, se habían perdido con el paso del tiempo, por lo que su valor era incalculable. 
Ofrecían la teoría de la no existencia de una única vía para llegar a la sabiduría y estaban formados por sentencias, máximas, proverbios, biografías de personajes ejemplares etc., procedimientos que eran utilizados para crear un modelo de virtud que debía de ser imitado, precisamente, para conseguir la excelencia. 
Bocados, por su parte, alcanzó una rápida repercusión como manual de comportamiento en las vidas de los lectores y ocupó los estantes de las bibliotecas más importantes de las ciudades situadas en la Península durante la era medieval. Se consideró de gran importancia con el paso del tiempo al haber sido capital de la construcción cultural y política del Reino de Castilla, pero también del resto del continente europeo, puesto que también tuvo mucho éxito en Francia e Inglaterra y fue usado y consultado por grandes figuras como Petrarca y Boccaccio, además de encontrarse en las bibliotecas más importantes de las ciudades con universidades de Europa. 
La literatura sapiencial no es, actualmente, un género con mucha popularidad ni en el ámbito de escritor ni de lector. Se encuentra opacada por otros géneros literarios de la Edad Media que ahora tienen un mayor objeto de estudio o interés por parte de los filólogos que se consideran con mayor carga literaria o emocional como son, por ejemplo, la épica o la lírica misma. Cabe destacar la importancia histórica de estos textos al ser una fuente de información de pensamiento antiguo que ha servido para estructurar toda la cultura e influencia de una sociedad opacada entre guerras y pobrezas.

## Información general de la obra

### Autoría
Como ya se ha mencionado, el texto proviene del pueblo árabe que tuvo asentamientos en lo que hoy es conocido como la península ibérica. Este es uno de los escritos que se han conservado con el paso del tiempo y ha sido objeto de estudio de muchas culturas y personajes. En origen, su título completo fue Mukhtār al-Ḥikam wamaḥāsin al-kalim, escrito por el médico y emir Abu l-Wafā’ al-Mubaššir ibn Fātik hacia los años 1048-1049 en El Cairo. Su título, fue posteriormente traducido al castellano siendo su resultado Bocados de oro.
Respecto al autor, se ha encontrado poca información biográfica sobre él pero la que poseemos se encuentra resumida en algunos libros como Irshād, Ta’rīkh alḤukamā, ʿUyūn al-anbā y Masālik al-abṣār. De todas ellas, la tercera es la que más información nos ha permitido obtener sobre el autor de este libro, obra escrita por Ibn Abī Uṣaybiʿah, quien pretende redactar la historia completa de la Medicina a través de las vidas de más de cuatrocientos veinte médicos árabes que existieron desde la Época Griega hasta el siglo XIII, entre las cuales se puede encontrar el autor del libro en cuestión.
Según los datos que proporciona, el autor de Bocados de oro parece provenir de una familia de nobles originaria de la ciudad de Damasco que se asentó en Egipto. Allí vivió durante toda su vida y perteneció al ámbito real por su puesto como emir en la Corte del califa al-Mustansir Billah (1036-1094). Se trataba de un hombre culto, por lo que conocía a la perfección las obras clásicas de la Antigüedad, pero además, estudió filosofía, 6 astronomía, matemáticas y otras áreas importantes del conocimiento en aquella época, razón por la cual se cree que perteneció a un círculo de traducción árabe.
A raíz de toda la información recopilada sobre él, se puede datar su nacimiento y muerte ca. 1020 - ca. 1099, siendo en 1053 la fecha en la que escribiría Bocados de oro.
Era también un gran bibliógrafo, detalle privado que se conoce gracias al historiador, anteriormente mencionado, Ibn Abī Uṣaybi que encontró -varios años después de la muerte del autor- muchos de los escritos que poseía deteriorados y desgastados en la biblioteca. Se cree que ocurrió tras su fallecimiento, cuando su esposa viuda mandó tirar a un estanque todas sus obras ante el enfado producido por la poca atención que le había dedicado en vida y que había gastado en sus libros (sin embargo, esta teoría parece ser muy común en la cultura árabe por lo que no se considera veraz).
Por otro lado, se sabe que Mukhtār al-Ḥikam no fue la única obra escrita (contando con otras de carácter científico, lógico e historiográfico) por el médico, pero sí la única que sobrevivió al paso del tiempo.

### Recepción del árabe
En aquella época, la obra fue una de las más leídas y usadas, ya fuera por la difusión de su versión castellana o latina. Reúne de manera detallada todo lo que se conocía hasta entonces de los filósofos más importantes de la antigua Biblia y del mundo de la Grecia clásica principalmente. Aun así, pocos de los escritores que han utilizado Mukhtār al-Ḥikam referencian a ibn Fātik como el autor del libro. Cuestión que ha derivado a dudar seguidamente de su autoría. Ha sido en contadas ocasiones en las que el nombre de ibn Fātik ha aparecido referenciado en las bibliografías de algunos libros, por ejemplo, en primer lugar, en el Kitab al-Milal wa al-Nihal, pues su autor se sirvió del libro de ibn Fātik para redactar esta obra de ambiente enciclopédico en la que se realiza un estudio ideológico de las diferentes religiones que existían; en segundo lugar, el propio historiador Ibn Abī Uṣaybiʿah se sirve de esta obra para crear Las mejores historias de los tipos de médicos, en la que se recogen las vidas, anécdotas y dichos médicos de personajes de destacada importancia; en tercer lugar, al-S̲hahrazūrī, filósofo árabe, escribió un compendio de reflexión a la par que traducía Bocados de oro. Según Rosenthal se sirvió del Mukhtār al-Ḥikam para estructurar y crear su obra, dado que este no cita al autor; por último, en el escrito anónimo ‘Unwān as-sa’ādah es Rosenthal también quien afirma la influencia directa del compendio de ibn Fātik al aparecer citas directas y 7 copiadas del conjunto de máximas del libro. Cabe destacar que tanto ibn Fātik como su obra resultan ser muy usados no solo en la literatura árabe, sino también en la castellana, latina e islámica.

### La versión de Abdurramán Badawi
La primera y única versión que se conoce y que se posee es la de Abdurramán Badawi, realizada en el año 1958, gracias a cuatro manuscritos datados entre los siglos XIII y XIV. Su versión se encuentra formada por un prólogo y el propio texto en musulmán sin proporcionar traducciones en ningún idioma occidental. Este texto editado por Badawi es más extenso que en la transcripción castellana (más fiable debido a que está directamente traducido del manuscrito árabe que está perdido) si bien es cierto que no se puede asegurar tal afirmación dado que los restos que se conservan son muy relativos en cuanto a información verídica se refiere al no conservarse expresamente el manuscrito original de ibn Fātik. Aunque Abdurramán Badawi parece ser uno de los copistas más fiables para resolver ciertas variantes y problemas que aún hoy se pretenden resolver en la versión castellana, queda claro que no se pueden aclarar totalmente ninguna con respecto a la traducción que se realizó del árabe al castellano (Bocados de oro).

### Datación
Bocados es una traducción que se realizó a partir de un original árabe en Castilla durante la segunda mitad del siglo XIII. Aunque no se conserva el manuscrito original ni tampoco otro testimonio de la obra que se sitúe en la misma época dado que todos los manuscritos que se podrían relacionar con Bocados y que se han conservado son copias del siglo XV. Por ello, a la hora de establecer una fecha de copia se depende del análisis de los datos existentes. Tal y como ha sido dicho anteriormente, Bocados forma parte del ambiente cultural castellano que ofrecieron como resultado las traducciones del árabe al castellano desde mediados del siglo XIII, aproximadamente. En esta datación han coincidido, con diferencias y excepciones, todos los filólogos que han estudiado el texto.
Algunos entendidos como Floranes, Knust, Krombach y Taylor han ofrecido diversas teorías que, al igual que otros muchos, han acabado derivando en la información 8 que hoy consideramos cierta. Además, se han encontrado relaciones entre Bocados y la Segunda Partida (obra atribuida a Alfonso X el sabio) por lo que se situó en una etapa concreta de la historia medieval pues parece que el autor de la Segunda Partida ha tomado como referencia bibliográfica la obra Bocados.

### Título
La obra ha sido conocida desde los tiempos de la Edad Media con el título de Bocados de oro, aunque se sabe que una parte de la tradición literaria ha utilizado el título alternativo de «Bonium». Sin embargo, cabe destacar que el uso de esta es absolutamente incorrecto y solo se puede usar en las versiones de la obra pertenecientes a una rama concreta de estudio. Todas las versiones castellanas impresas durante el Renacimiento pertenecen a otra vertiente, por lo que incluyeron el marco introductorio del «Bonium» y contribuyeron a popularizar esta versión de la obra en los años sucesivos. Sin embargo, todas estas versiones se las conoce también como Bocados de oro simplemente y suelen ir apellidadas con la letra de la versión que les corresponde.

## Contenido de la obra

### Capítulos
En Bocados se pueden encontrar treinta y siete capítulos, organizados de dos formas: en algunos casos, se encuentran dos capítulos por cada filósofo -como es el ejemplo de Hermes, Rabión y Aristóteles- y en otros tan solo un capítulo por filósofo - como Sed, Tade o Zagalquius- en el cual se fusionan tanto sus dichos como sus hechos, al contrario que en el primer caso, que se utiliza un capítulo para separar biografía y anécdotas y otro para sus dichos y castigos. A continuación, el título de los treinta y siete capítulos:
I.Estos son los dichos del profeta Sed e sus castigos.
II.Capítulo de los fechos de Hermes el sabio
III.Estos son los dichos de Hermes 
IV.Capítulo de los castigos de Tade 
V.Capítulo de los castigos de Zagalquius el sabio 
VI.Capítulo de los castigos de Omirus el versificador 
VII.Estas son las palabras de Omirus 
VIII.Capítulo de los castigos de Solón
IX.Estas son las palabras de Solón 
X.Capítulo de los fechos de Rabión 
XI.De las palabras de Rabión 
XII.Capítulo de los fechos de Ypocras el físico 
XIII.Estos son sus palabras 
XIV.Capítulo de los fechos de Pitágoras
XV.Estos son sus castigamientos e sus pedricaciones 
XVI.Capítulo de los castigos de Diugenis 
XVII.Capítulo de los fechos de Sócrates 
XVIII.Estos son sus castigos
XIX.Capítulo de los fechos de Platón 
XX.Estos son sus castigos e sus pedricaciones 
XXI.Estos son los castigos de Platón a Aristótiles 
XXII.Capítulo de los fechos de Aristótiles 
XXIII.Estos son sus dichos 
XXIV.De los fechos de Alixandre 
XXV.Estos son sus dichos 
XXVI.Capítulo de los fechos de Tolomeo 
XXVII.Estos son sus dichos
XXVIII.De Assarón el sabio e de sus dichos 
XXIX.Capítulo de los castigos de Longine el sabio 
XXX.Capítulo de los castigos de Eusebio 
XXXI.Capítulo de los castigos de Medragis 
XXXII.Capítulo de los castigos de Heliseus 
XXXIII.Capítulo de los castigos de Gregorio 
XXXIV.Capítulo de Galieno el físico 
XXXV.Estos son sus dichos de Galieno 
XXXVI.Capítulo de los dichos de muchos diversos sabios 
XXXVII.Cap. de los dichos de los sabios que no se fallan en escrito sus nonbres. 

### Contenido y estructura
Fernando Gómez Redondo (1998, págs. 459-461) propone la siguiente agrupación:
1. Capítulos 1-8: la adquisición del saber por medio de su definición y de su finalidad.
2. Capítulos 9-14: el conocimiento del mundo, que implica un rechazo de la materialidad, a la que sigue un cumplimiento de las obligaciones morales y estamentales.
3. Capítulos 15-22: el saber como medio de buscar a Dios y como modo de adquirir una sabiduría interior, explícita en el seso del hombre.

Los dos últimos capítulos quedan fuera de esta estructuración ya que «no sirven más que de verificación del conjunto de ideas expuesto».
Por otro lado, cada capítulo conforma un núcleo de significado concreto conformado por el nombre del filósofo, así como por su ideología y pensamiento. Por ello, debemos comprender Bocados como una recopilación de dichos y hechos. Los dos últimos escapan a este conjunto, dado que tratan de verificar el conjunto de ideas expuesto a modo de glosario. También es de importancia la ordenación cronológica hecha en cuanto a los filósofos, que permite hacer un recorrido por la historia según se fueron sucediendo en la realidad temporal, desde Sed a Galieno.
Para mayor ilustración, un resumen de los dichos o dicta recogidos en la obra formulado por Fernando Gómez Redondo:
[1]Sed: valor del saber aplicado al rey, pueblo, príncipe (educación). 
[2]Hermes: empleo del saber: búsqueda de Dios y educación de los hijos; el valor de la palabra, afirmación del mejor rey. 
[3]Tad: el rey sabidor; el valor de la palabra; la lección de quién debe enseñar. 
[4]Çagalquius: tiempo y relación del hombre con el mundo.
[5]Omero, el versificador: relación del sesudo con la lengua y la palabra. 
[6]Solón, versificador: el poder de la palabra: la voluntad y el consejo. 
[7]Rabión: la proximidad del maestro a los discípulos. 
[8]Ypocrás, el físico: la conservación y el valor del saber. 
[9]Pitágoras: amor de Dios; modelo de los que quieren dejar el mundo; el valor del saber para aprender y servir al rey. 
[10]Diógenes el canino: desprecio por el mundo; el temor de la palabra; la necesidad de saber. 
[11]Sócrates: la sabiduría como escalera para llegar a Dios; la muerte por el saber. 
[12]Platón: principios de teología; la importancia del buen consejo. 
[13]Aristóteles: el currículo del aprendizaje; castigos: regimiento de príncipes; la defensa del saber. 
[14]Alejandro: cumplimiento del saber; castigo sobre Dios, la vergüenza y el conocimiento. 
[15]Tolomeo:relación del sesudo con el saber, como camino de llegar a Dios. 
[16]Asarón: regimiento de príncipes para los servidores del Rey. 
[17]Loginem: educación del hijo; transmisión del saber; el seso del hombre como medio de conocer a Dios. 
[18]Enesio: relación del mundo del tiempo: los reyes. 
[19]Medargis: el saber como base de linaje, la nobleza y el mundo; relación de los consejeros con el rey. 
[20]Thesileus: reflexiones sobre el saber y el alma. 
[21]Gregorio: el saber de este mundo
[22]Galieno: la necesidad de aprender; la relación del seso y el saber; la prevención contra el orgullo de la sabiduría. 
[23]Dichos variados. 
[24]Dichos anónimos. 
De esta manera, según explica G. Redondo, es más plausible reconocer los núcleos conceptuales que se forman en torno al «saber». Los ocho primeros capítulos son una definición del saber, además de sus diferentes destinos y propiedades; los seis que siguen tratan la práctica de susodicho saber y cómo realizarlo, progresión que culmina con la figura de Alejandro como máximo exponente de un «rey sabio»; los ocho finales formulan la explicación de cómo se ha conservado el saber. G. Redondo denomina al primer grupo como «La adquisición del saber», al segundo como «El conocimiento del mundo» y al tercero «LA conversión del saber en seso» y alega que, en resumidas cuentas, Bocados de oro es una idea clara: «el saber (1) es el único cauce para conocer el mundo (2) y poder llegar a Dios desde el seso (3) adquirido»
En el ámbito de duración, la brevedad predomina en la primera y última parte y sin embargo, hay un punto álgido central a partir del noveno capítulo, a partir del cual los epígrafes comienzan a ser más extensos puesto que tratan sobre los personajes más importantes a la hora de hablar sobre la sabiduría (Aristóteles, Sócrates o Platón).

## Versiones y testimonios
A día de hoy se tiene constancia de una gran cantidad de versiones de Mukhtar alHikam y de ellas, por lo menos, se conservan testimonios de seis lenguas diferentes. Siendo la raíz de estas traducciones la versión castellana de forma directa, mediante un enlace entre versión y versión. Este hecho es una de las razones por las que se conoce que esta obra despertó un enorme interés en las cortes de la época, que paulatinamente fueron creando un mundo que giraba en torno a la “palabra”, característica que está relacionada directamente con el auge de la literatura doctrinal: «Con ordenamiento de la palabra se mantiene la ley, e por el mantenimiento de la ley se mantiene el regnado, e por el mantenimiento del regnado se puebla el mundo».
Mukhtar al-Hikam fue traducido al castellano como Bocados de oro y a partir de esta versión se creó una nueva traducción al latín con el título de Liber philosophorum moralium antiquorum, casi de forma coetánea. Esta segunda versión fue la que se difundió por todo el continente y de ella derivan el resto de versiones en diferentes idiomas que se han conservado. Se realizaron diferentes traducciones del texto latino al 13 francés con el nombre Les dits moraux des philosophes, y más tarde, del francés fue traducida una vez más al inglés, gracias a la afluencia de intercambio cultural que presenciaron las cortes medievales europeas entre sí. Al ejemplar inglés se le conoce como The Dictes and Sayings of the Philosophers, que pasó a ser la primera obra impresa en las islas británicas.

### Bocados de oro: versiones, manuscritos y testimonios
Se ha determinado que Bocados de oro consta de tres versiones diferentes: La versión A u original (mss. C, d, o, n, q, L) que mantiene fidelidad con la versión árabe y que consta del texto de Bocados y con una copia de Cien capítulos; la versión B o «Bonium» (mss. e, B, F, R, TM) la cual añade un marco introductorio al comienzo -siete capítulos que narran la historia del rey de Persia, Bonium, y el viaje que realiza en búsqueda de las fuentes de la sabiduría a la India y a Oriente- y el diálogo de Segundo para finalizar; la versión C o ampliada (mss. m, h, g, p) que no cuenta con el prólogo «Bonium» pero que amplía el texto con dos capítulos además de con una versión de la obra Teodor.
Los testimonios conservados son en total diecinueve, de los cuales dieciocho pertenecen a la Edad Media o al Renacimiento. Se trata de quince manuscritos (C, D, o, n, q, L, e, B, F, R, TM, m, h, g, p) y cuatro impresos (S, J, T, V). Por otro lado, también existen cuatro testimonios fragmentarios descubiertos en las últimas décadas. 

### Versiones castellanas

#### La versión latina
La versión latina, traducida directamente de Bocados de oro, ha sido fundamental para el estudio del texto castellano a lo largo de las décadas, pues en muchos casos, las copias latinas son más fieles a la original del siglo XIII que los de los propios testimonios que se conservan en castellano y por lo tanto, gracias a ella se han podido añadir pasajes perdidos en los manuscritos castellanos. El Liber philosophorum moralium antiquorum fue editado por primera vez por Salvatore De Renzi en 1854, pero este manuscrito está incompleto y contiene un texto ciertamente defectuoso. Entre 1930 y 1932, Ezio 14 Franceschini escribió una primera edición crítica, mediante el cotejo de ocho de los manuscritos encontrados. También fue muy importante la labor de Sonia Madrid Medrano con su tesis Estudio y edición crítica del Liber philosophorum moralium antiquorum, gracias a la cual se actualizaron los datos sobre la obra con los descubrimientos de las últimas décadas.
El texto latino se divide en veinticuatro capítulos, pues la cantidad de secciones es menor que en las versiones árabe y castellana. Esto se debe a la fusión de los dichos y fechos en un solo capítulo por cada sabio. La crítica ha dudado varias veces sobre la traducción de esta versión y si provenía del original árabe o del texto castellano, pero finalmente se estableció que era evidente la copia simultánea o al poco tiempo de la castellana, en la segunda mitad del siglo XIII.
De esta versión, se cuenta con diecinueve manuscritos, de los cuales, al menos siete, fueron copiados en el siglo XIV y los demás, a lo largo del siglo XV.

#### La versión francesa
Entre 1392 y 1401, Guillaume de Tignonville llevó a cabo la traducción del texto latino al francés y denominó a este último Les dits moraux des philosophes. Se conservan cincuenta y dos manuscritos y trece ediciones antiguas del siglo XV y XVI, así mismo existe una única edición crítica estudiada por Madrid Medrano en el 2014. La obra francesa fue abreviada y además cuenta con ciertos pasajes de invención propia. La cantidad de testimonios conservados son la prueba fehaciente de la amplia importancia y repercusión que tuvo esta obra durante la época, de igual manera que su uso como fuente para la composición de nuevas obras. También existe una versión en lengua provenzal pero es tan solo una traducción parcial a partir de la versión francesa además de severamente escasa y con numerosos problemas de conservación.

#### La versión inglesa
Existen tres versiones diferentes escritas en inglés, todas bajo el título de The Dicts and Sayings of the Philosophers. La primera tiene como autor a Stephen Scrope y fue escrita en torno a 1450. Su calidad literaria se considera baja puesto que Scrope se mantuvo demasiado inflexible en cuanto a la traducción francesa y esto acabó por afectar a la lírica de la obra. De la segunda no se conoce al traductor, sin embargo, se trata de la mejor versión inglesa, gracias a la naturalidad que muestra, pero solo se cuenta con un 15 único manuscrito que presenta varios errores de copia. La tercera variante pertenece a Anthony Woodville y se trata del primer libro editado en Inglaterra, pero también es una versión demasiado apegada a la traducción francesa, lo que hace que pierda calidad.

## Análisis de la obra
Se trata de una traducción de la obra creada a mediados del siglo XI por el 
médico y filósofo sirio Abu l-Wafa' l-Mubashshir ibn Fatik (1019-1097). 
Los Bocados de oro o Bonium (que adaptan el Mukhtar al-hikam de mediados del siglo XI, obra heredera del Kitab adab al-falasifa), por su parte, también tuvieron una difusión paralela en la literatura latina medieval a través de una versión titulada Liber philosophorum moralium antiquorum, que bien podía proceder de una de las traducciones al latín de fuentes árabes de la Escuela de Traductores de Toledo bajo el designio de Alfonso X. En todo caso la traducción hispánica gozó de gran popularidad en España, hasta el punto de que conoció ediciones impresas en Sevilla (1495), Toledo (1510) o Valladolid (1527). Además fue integrado en el Libro del consejo del infante Don Juan Manuel y en la introducción de la Gran conquista de Ultramar. El Bocados de oro tiene la particularidad de que cada capítulo está introducido por la descripción del sabio que lo protagoniza.
El texto se nos ha transmitido en dos redacciones:
1. La que propiamente se puede llamar Bocados de oro, compuesta por los veinticuatro capítulos antes mencionados.
2. La versión ampliada en el siglo XV con siete capítulos introductorios en los que se relata el viaje del rey de Persia Bonium a la India en busca de la sabiduría.